# Mark Addy
Mark Ian Addy (York, 14 gennaio 1965) è un attore britannico.

## Biografia
Ha studiato alla Royal Academy of Dramatic Art con l'attore Sean Bean, con cui ha un rapporto di grande amicizia.

### Carriera
Ha interpretato il ruolo di Bill Miller nella sitcom Still Standing ed appare nel ruolo del detective Boyle nella seconda serie di Sbirri da sballo. È co-protagonista ne Il destino di un cavaliere (2001), nel ruolo di Roland. Ha avuto un ruolo di co-protagonista nel film Full Monty - Squattrinati organizzati (1997), ha interpretato Fred Flintstone in I Flintstones in Viva Rock Vegas (2001) e David Philby in The Time Machine (2002).
Nel 2010 interpreta Fra Tuck nel film Robin Hood di Ridley Scott. Nel 2011 l'attore interpreta re Robert Baratheon nella serie televisiva Il Trono di Spade.

### Vita privata
Mark Addy è sposato con Kelly Johnson dal 1996 e ha tre figli, Ruby (nato nel 2000), Charlie (nel 2003) e Oscar (nato nel 2005); vive nel villaggio di Upper Poppleton, nel nord ovest della città di York.

## Filmografia parziale

### Attore

#### Cinema
- Full Monty - Squattrinati organizzati (The Full Monty), regia di Peter Cattaneo (1997)
- Jack Frost, regia di Troy Miller (1998)
- The Last Yellow, regia di Julian Farino (1999)
- I Flintstones in Viva Rock Vegas (The Flintstones in Viva Rock Vegas), regia di Brian Levant (2000)
- Married 2 Malcolm, regia di James Cellan Jones (2000)
- The Announcement, regia di Troy Miller (2000)
- Ritorno dal paradiso (Down to Earth), regia di Chris Weitz e Paul Weitz (2001)
- Il destino di un cavaliere (A Knight's Tale), regia di Brian Helgeland (2001)
- The Time Machine, regia di Simon Wells (2002)
- Heartlands, regia di Damien O'Donnell (2002)
- La setta dei dannati (The Order), regia di Brian Helgeland (2003)
- Il giro del mondo in 80 giorni (Around the World in 80 Days), regia di Frank Coraci (2004)
- La versione di Barney (Barney's Version), regia di Richard J. Lewis (2010)
- Robin Hood, regia di Ridley Scott (2010)
- Lies We Tell - Verità pericolose (Lies We Tell), regia di Mitu Misra (2017)
- Downton Abbey, regia di Michael Engler (2019)
- The Lost King, regia di Stephen Frears (2022)
- The Choral, regia di Nicholas Hytner (2025)

#### Televisione
- Sbirri da sballo (The Thin Blue Line) – serie TV, 7 episodi (1996)
- Bike Squad, regia di Guy Jenkin – film TV (2008)
- Red Riding 1983, regia di Anand Tucker – film TV (2009)
- Still Standing – serie TV (2002-2006)
- Bonkers – serie TV, 6 episodi (2007)
- Il Trono di Spade (Game of Thrones) – serie TV, 7 episodi (2011)
- Grandi speranze (Great Expectations), regia di Brian Kirk – miniserie TV (2011)
- Trollied – serie TV, 27 episodi (2011-2013)
- Atlantis – serie TV, 26 episodi (2013-2015)
- Remember Me, regia di Ashley Pearce – miniserie TV (2014)
- Doctor Who – serie TV, episodio 11x10 (2018)
- Vera – serie TV, episodio 9x02 (2019)
- White House Farm, regia di Paul Whittington – miniserie TV (2020)
- Sherwood – serie TV, episodi 1x03-1x05-1x06 (2022)
- Full Monty - La serie (The Full Monty), regia di Andrew Chaplin e Catherine Morshead – miniserie TV (2023)
- The Rig – serie TV, episodi 1x05-1x06 (2023)
- Dune: Prophecy – serie TV, episodi 1x01-1x03-1x04 (2024)

### Doppiatore
- Il ritorno di Mary Poppins (Mary Poppins Returns), regia di Rob Marshall (2018)

## Doppiatori italiani
Nelle versioni in italiano delle opere in cui ha recitato, Mark Addy è stato doppiato da:
- Pino Insegno in Full Monty - Squattrinati organizzati, Robin Hood, The Full Monty - La serie
- Simone Mori in I Flintstones in Viva Rock Vegas, Il destino di un cavaliere
- Massimo Corvo in The Time Machine, La setta dei dannati
- Pasquale Anselmo in Still Standing, Atlantis
- Claudio Fattoretto ne Il giro del mondo in 80 giorni
- Paolo Marchese ne La versione di Barney
- Stefano De Sando ne Il Trono di Spade
- Dario Oppido in Downton Abbey
- Roberto Stocchi in The Lost King
- Gianni Giuliano in Dune: Prophecy

Da doppiatore è stato sostituito da:
- Leslie La Penna ne Il ritorno di Mary Poppins